# Melchor de Benisa
Melchior van Benisa (Valenciaans: Melchor de Benisa, Latijn: Melchioris a Benisa. Geboren als Juan Bautista) (Benissa, 10 mei 1871 – Massamagrell, 27 augustus 1957) was een Spaanse Franciscaanse gardiaan en voormalig minister-generaal van de kapucijnse orde.

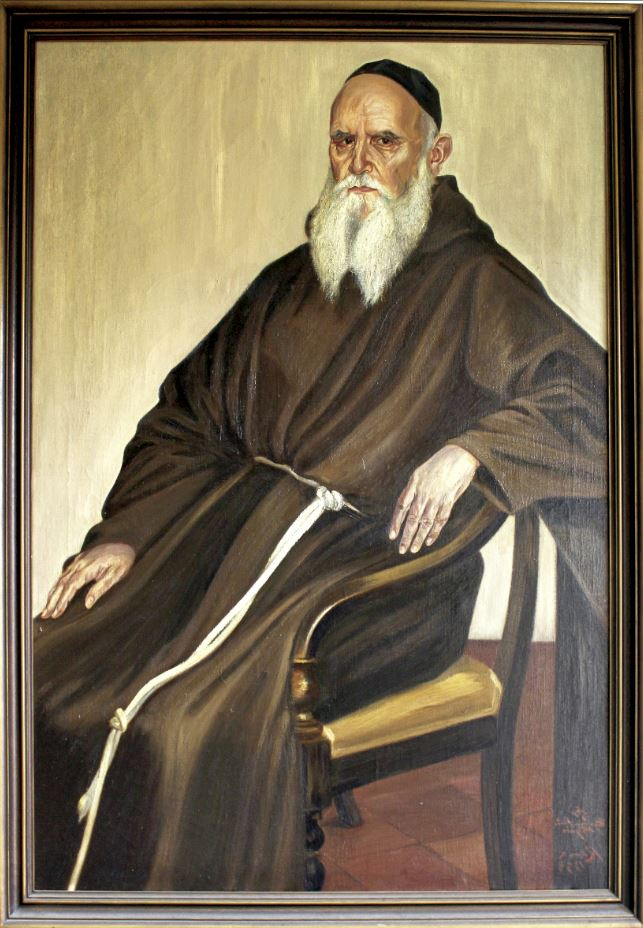
Melchior van Benissa, geschilderd door de Poolse monnik en schilder Ephrem Maria van Kcynia in 1939.